# Starship Troopers (jeu vidéo)
Pour les articles homonymes, voir Starship Troopers.
Starship Troopers est un jeu vidéo de tir à la première personne développé par Strangelite et édité par Empire Interactive, sorti en 2005 sur Windows.
Il est basé sur la série de films du même nom et intègre des séquences vidéo de Starship Troopers et Starship Troopers 2.

## Synopsis
Le jeu se déroule cinq ans après le film Starship Troopers 2. Les Arachnides ont envahi la planète Hespérus, et la Fédération organise sa contre-offensive. Le joueur incarne un Maraudeur, supersoldat d'élite de l'Infanterie Mobile, et se retrouve en fer de lance des opérations les plus cruciales et les plus dangereuses de la campagne d'Hespérus.

## Système de jeu
Starship Troopers est un jeu de tir à la première personne. Le joueur peut embarquer jusqu'à 9 armes différentes en même temps, allant du Fusil Maraudeur au lance-missile en passant par le fusil à pompe et les classiques fusils Morita. Chaque arme dispose d'un mode de tir principal et d'un mode de tir secondaire. En outre, le joueur peut emporter une dizaines de grenades à main pour se débarrasser d'un groupe important d'Arachnides. En maintenant le bouton lancer grenade enfoncé, le joueur enclenche un compte à rebours qui lui permet de faire exploser sa grenade plus tôt si le besoin s'en fait sentir.
Du côté défensif, le joueur emporte une armure qui le protège des coups jusqu'à ce qu'elle soit détruite, auquel cas les attaques affectent directement sa santé, armure et santé étant représentées par des barres qui se vident au fur et à mesure des attaques. Après un moment sans attaque, l'armure se régénère toute seule, mais le joueur devra utiliser des packs de soins pour restaurer sa santé. En outre l'armure intègre un système de navigation qui lui indique la position de ses objectifs. Certain objectifs impliquent de protéger des personnes importantes auquel cas une barre de santé s'affichera au dessus de leur tête. Finalement le joueur peut emporter certains équipement particuliers (piles, charges explosives…) pour des objectifs précis, équipement qui seront ajoutés automatiquement à l'inventaire du joueur quand il marche dessus.
Le jeu comporte deux grands mode: le mode campagne et le mode multijoueur. La campagne suit les aventures du Maraudeur 06 durant la bataille d'Hesperus, depuis le vaisseau amiral jusqu'à la capture du cerveau arachnide, tandis que la partie multijoueur se répartit en trois mode de jeu: match à mort, où plusieurs Maraudeurs s'affrontent individuellement; match à mort en équipe, où deux équipes (une bleue et une rouge) s'affrontent; et coopération, dans laquelle les Maraudeurs doivent aller chercher les différents composant d'une balise tout en protégeant le sapeur chargé de l'assembler afin d'être évacué.

## Accueil
- Jeuxvideo.com : 7/20[1]